# 普里什蒂纳
普里什蒂纳（塞尔维亚语：／），是科索沃共和國的首都及最大城市，也是同名区及同名市镇的行政中心，位於該國東北部。普里什蒂納距離南方的北馬其頓共和國首都斯科普里約80公里、離東北方的塞爾維亞第三大城市尼什約95公里。
科索沃獨立前屬於塞爾維亞共和國，為科索沃自治省的省政府所在地。普里什蒂納在1996年至1999年的科索沃戰爭中曾經遭到以塞爾維亞人為首的南斯拉夫联盟共和国軍隊的重大破壞。隨著戰後停火以來政府對普里什蒂納的重建作業完成，現在普里什蒂納已經完全復甦，旅遊業、商業得到蓬勃發展，而交通配套和社區設施漸趨完善。

## 人口
當地居民以阿爾巴尼亞族為主。但是在科索沃戰爭的時候，許多的阿爾巴尼亞族人遭到殺害。此外還包括塞爾維亞族、波士尼亞克人、羅姆族等。戰後塞族人為了害怕受到報復不少人遷出此處。在市中心有中古時阿爾巴尼亞的民族英雄斯坎德培像。在2000年作的統計，普里斯提納約有55-60萬人。

## 歷史

### 從中世到近代
中古世紀普里斯提納就是塞爾維亞王國的首都，是巴爾幹半島的重要交易據點。在1389年的科索沃之戰中奧斯曼土耳其擊敗了塞爾維亞王國，於是普里斯提納進入了奥斯曼帝国的統治範圍。雖然塞爾維亞被擊敗了，但是卻讓奧斯曼帝國的穆拉德一世陣亡，於是這場戰爭在近代被塞爾維亞民族主義者被神化。結果在近代的大塞爾維亞民族主義高揚的時候，包含普里斯提納和科索沃，變成了塞爾維亞民族歷史的象徵地區。
在奧斯曼帝國的統治下的巴爾幹半島保有對於基督教的一定尊重。但是在17－18世紀之間，因為宗教的理由塞爾維亞人移居到奧地利去居住，所以此地區變得人口稀少，因此穆斯林的阿爾巴尼亞人開始移居至此。於是形成了今日居住的人是阿爾巴尼亞人，但是歷史上卻和塞爾維亞有鏈結的構造。19世紀末，包含普里斯提納等數個地區，阿爾巴尼亞民族運動勃興，普里斯提納這個地區也成為了該民族的象徵之一，因此埋下了科索沃紛爭的種子。

### 近代到現代
1912年，阿尔巴尼亚族叛军将普里什蒂纳从奥斯曼帝国解放。10月，塞尔维亚军队占领普里什蒂纳。普里斯提納在一次世界大戰中被保加利亚军队佔領。一戰後復歸塞爾維亞的統治之下。塞爾維亞本身成為塞爾維亞人、克羅地亞人和斯洛文尼亞人王國的一部份。1929年，国名改稱為南斯拉夫王國，普里什蒂纳划归瓦尔达尔省管辖。在第二次世界大戰中普里斯提納先后被義大利軍和德軍佔領。
战后領導南斯拉夫的強人狄托在1980年去世，塞爾維亞境內民族主義高揚。順應這股風潮，科索沃自治及和阿爾巴尼亞合併的呼聲也響起，因此塞爾維亞政府使用武力鎮壓的強硬對策反擊。這種壓抑阿爾巴尼亞語等手段以達到壓制民族的行為，在舊南斯拉夫解體之後更嚴重，最後在1999年的科索沃戰爭中，塞爾維亞以軍事行動介入，殺害了大量的阿爾巴尼亞人，政府機構也受到莫大的損傷。因此北約決定以軍事的方式制裁，攻擊普里什蒂纳等地的塞爾維亞軍事設施。戰後，聯合國科索沃臨時行政當局特派團（UNMIK）亦設置在普里斯提納。

### 邁向獨立
科索沃於2008年2月17日正式宣佈獨立。普里斯提納已成為獨立後的科索沃共和國首都。

## 图片

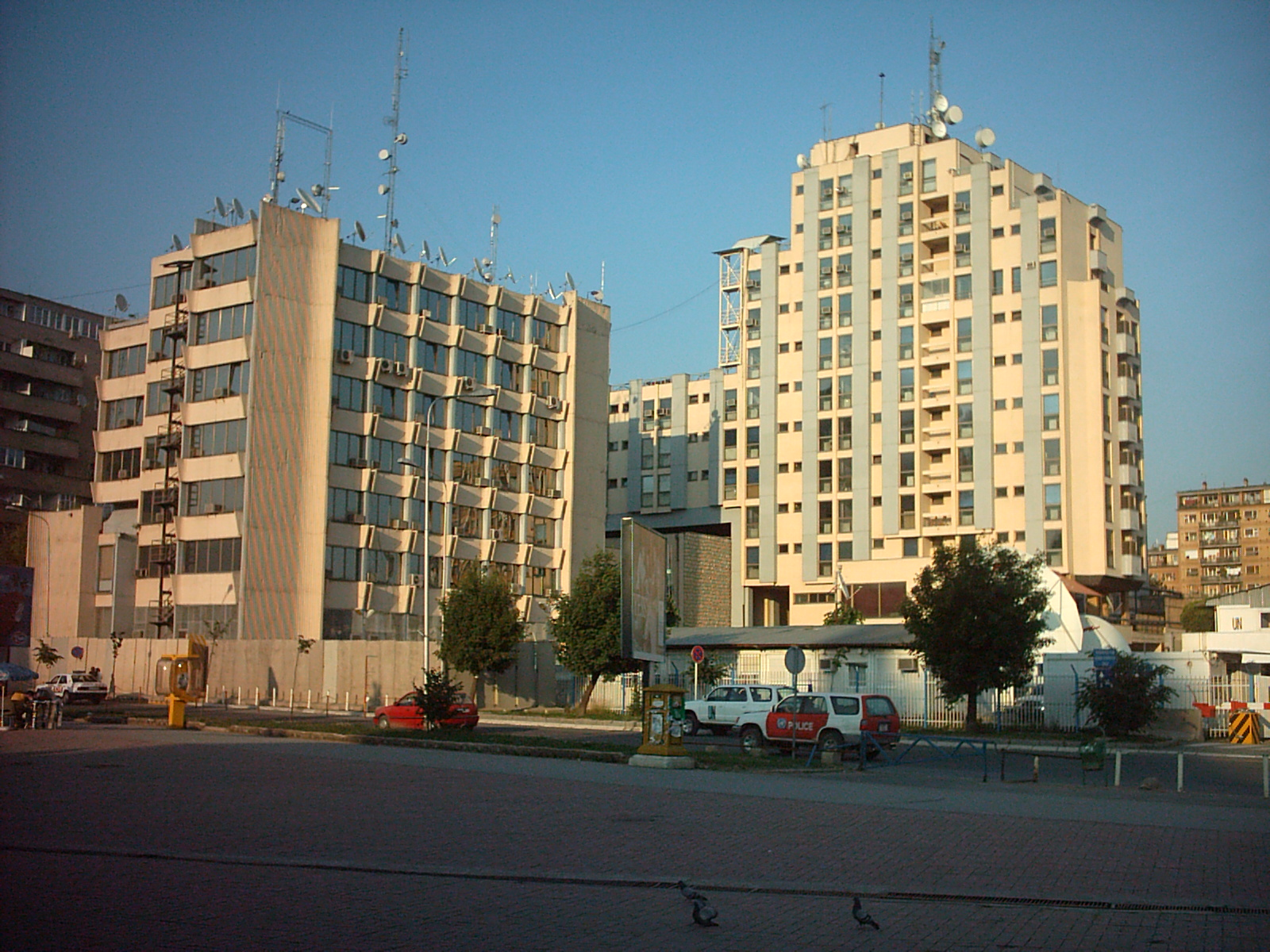
2005年的普里什蒂纳
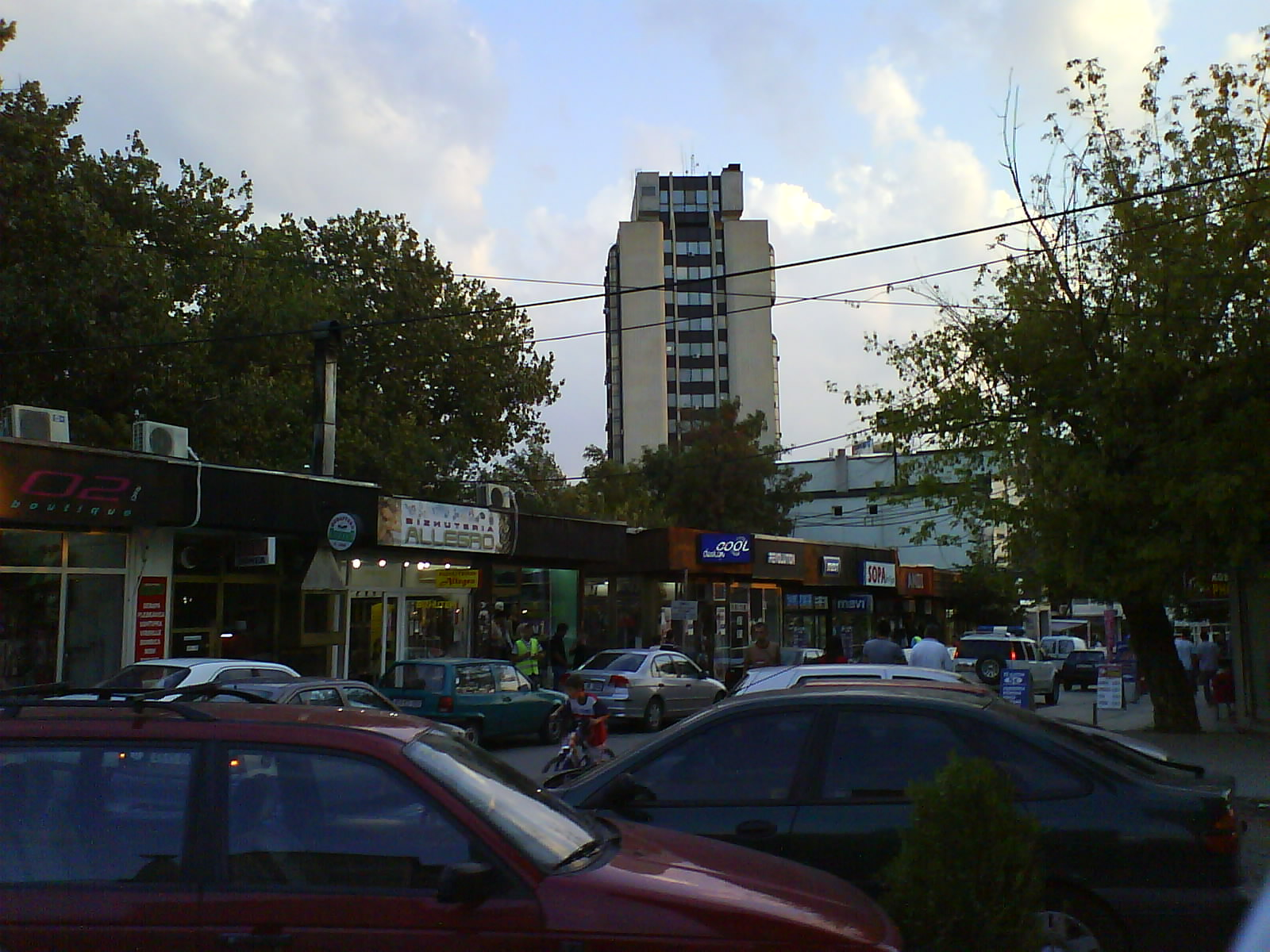
柯林頓大道北端
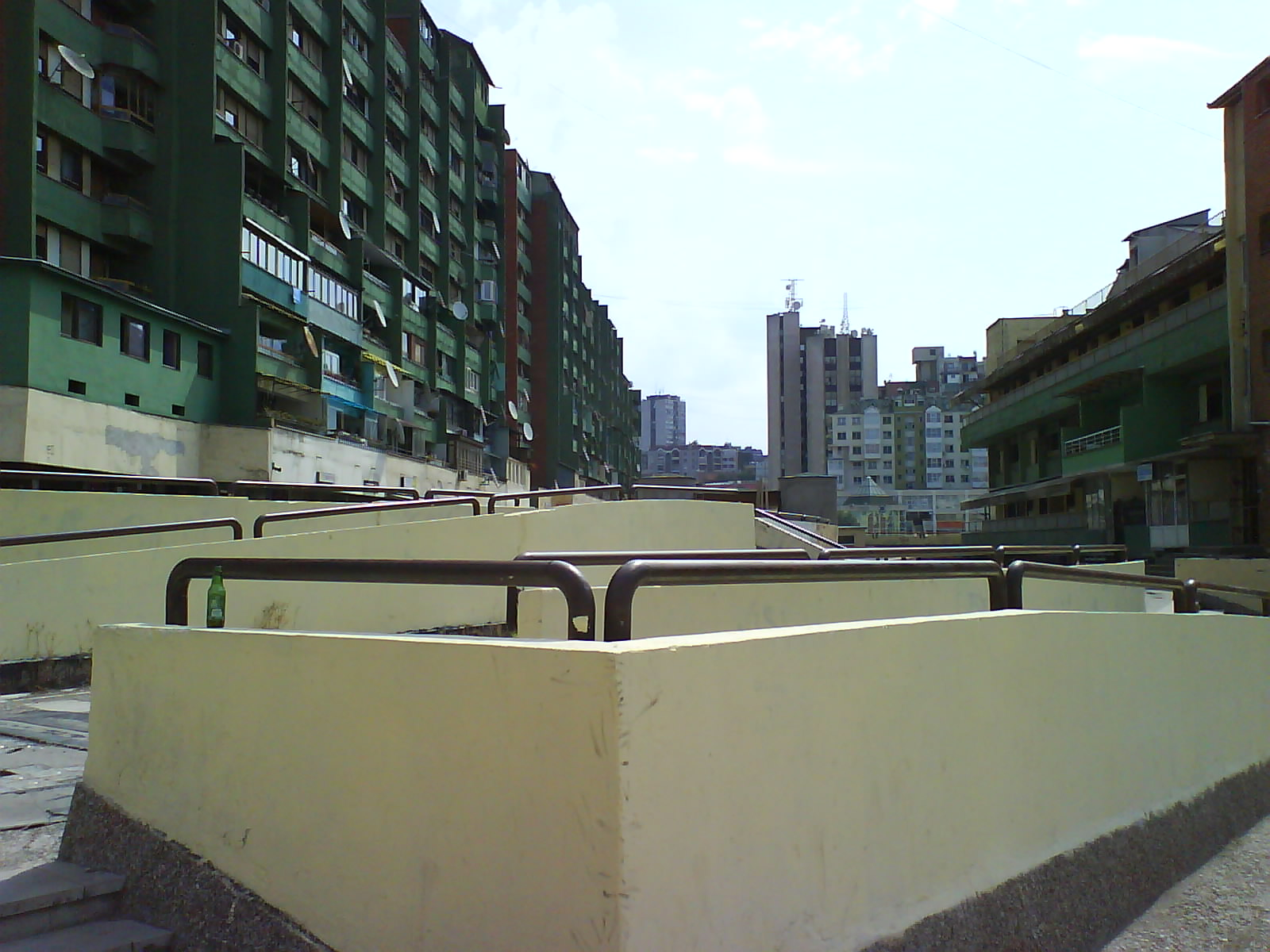
普里什蒂纳人口最稠密的地區─達德尼亞（Dardania）
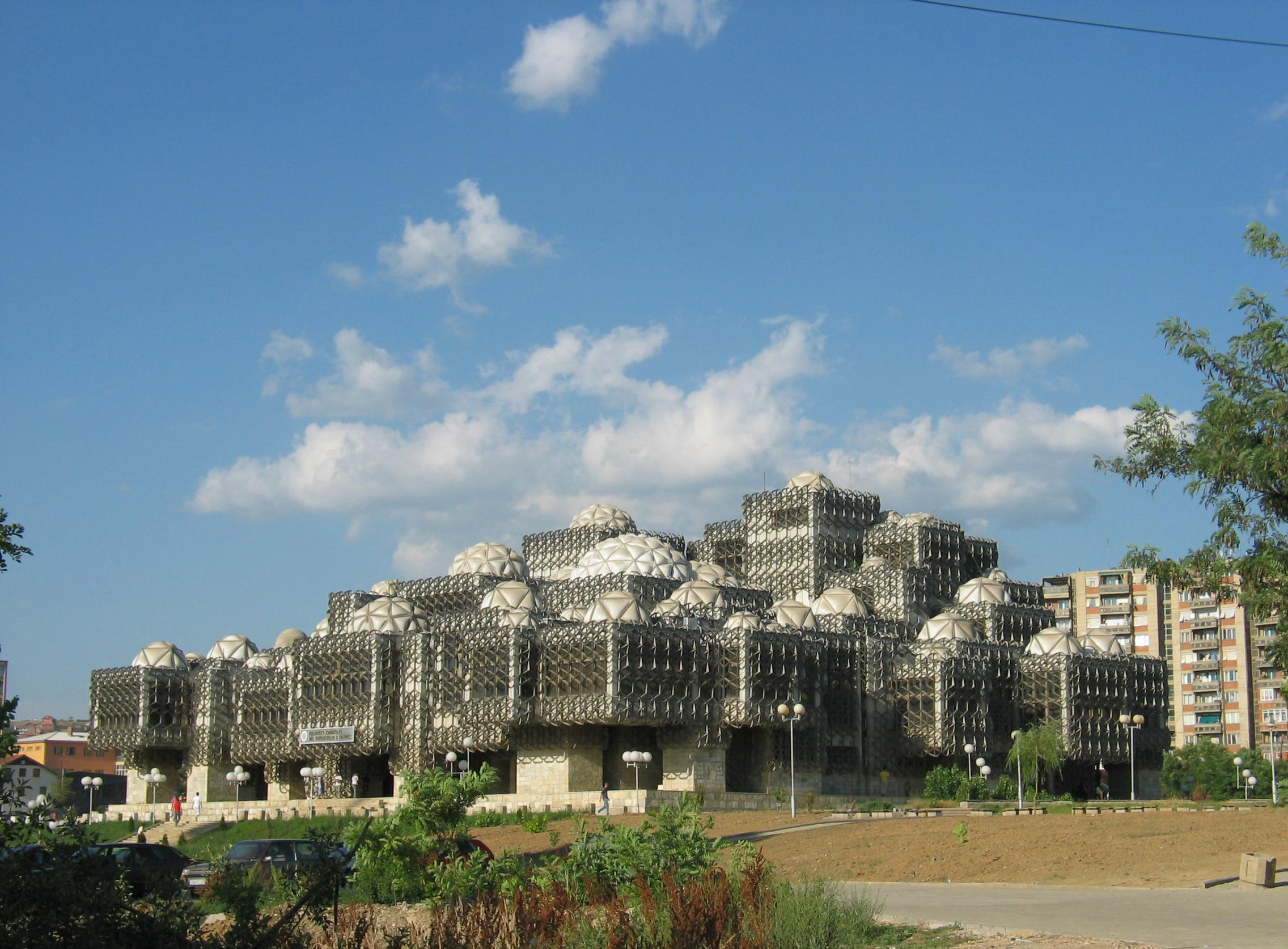
國家圖書館

## 地理
普里什蒂納位於科索沃中東部，屬於內陸平原地帶。

### 气候
普里什蒂納屬於溫帶大陸性氣候，也屬於涼溫帶，由於遠離亞得里亞海缺乏海風調節，加上來自黑山阿爾巴尼亞沿岸發展的西南氣流雷雨區，常被科索沃西部的詛咒山脈大幅削弱，導致年溫差頗大和年降水量不太多（類似北馬其頓首都斯科普里）。
普里什蒂納夏季溫暖乾燥少雨，但有時會受熱浪影響升至40度左右，亦有時會出現午後熱雷雨天氣，極端時甚至會有冰雹；冬季嚴寒，經常結冰結霜、多雲有降雪和凍雨且潮濕，當較強寒潮抵達時，低溫可以低至零下15度左右；春秋兩季最為宜人。
| 普里什蒂纳                     | 普里什蒂纳    | 普里什蒂纳    | 普里什蒂纳  | 普里什蒂纳  | 普里什蒂纳  | 普里什蒂纳  | 普里什蒂纳   | 普里什蒂纳  | 普里什蒂纳  | 普里什蒂纳  | 普里什蒂纳  | 普里什蒂纳   | 普里什蒂纳    |
| 月份                           | 1月           | 2月           | 3月         | 4月         | 5月         | 6月         | 7月          | 8月         | 9月         | 10月        | 11月        | 12月         | 全年          |
| ------------------------------ | ------------- | ------------- | ----------- | ----------- | ----------- | ----------- | ------------ | ----------- | ----------- | ----------- | ----------- | ------------ | ------------- |
| 历史最高温 °C（°F）            | 15.8 (60.4)   | 20.2 (68.4)   | 26.0 (78.8) | 29.0 (84.2) | 32.3 (90.1) | 36.3 (97.3) | 39.2 (102.6) | 36.8 (98.2) | 34.4 (93.9) | 29.3 (84.7) | 22.0 (71.6) | 15.6 (60.1)  | 39.2 (102.6)  |
| 平均高温 °C（°F）              | 2.4 (36.3)    | 5.5 (41.9)    | 10.5 (50.9) | 15.7 (60.3) | 20.7 (69.3) | 23.9 (75.0) | 26.4 (79.5)  | 26.7 (80.1) | 23.1 (73.6) | 17.1 (62.8) | 10.1 (50.2) | 4.1 (39.4)   | 15.5 (59.9)   |
| 日均气温 °C（°F）              | −1.3 (29.7)   | 1.1 (34.0)    | 5.0 (41.0)  | 9.9 (49.8)  | 14.7 (58.5) | 17.8 (64.0) | 19.7 (67.5)  | 19.5 (67.1) | 15.9 (60.6) | 10.6 (51.1) | 5.1 (41.2)  | 0.4 (32.7)   | 9.8 (49.6)    |
| 平均低温 °C（°F）              | −4.9 (23.2)   | −2.8 (27.0)   | 0.2 (32.4)  | 4.2 (39.6)  | 8.5 (47.3)  | 11.4 (52.5) | 12.5 (54.5)  | 12.3 (54.1) | 9.4 (48.9)  | 5.0 (41.0)  | 0.9 (33.6)  | −3.1 (26.4)  | 4.4 (39.9)    |
| 历史最低温 °C（°F）            | −27.2 (−17.0) | −24.5 (−12.1) | −14.2 (6.4) | −5.3 (22.5) | −1.8 (28.8) | 0.5 (32.9)  | 3.9 (39.0)   | 4.4 (39.9)  | −4.0 (24.8) | −8.0 (17.6) | −17.6 (0.3) | −20.6 (−5.1) | −27.2 (−17.0) |
| 平均降水量 mm（）              | 38.9 (1.53)   | 36.1 (1.42)   | 38.8 (1.53) | 48.8 (1.92) | 68.2 (2.69) | 60.3 (2.37) | 51.6 (2.03)  | 44.0 (1.73) | 42.1 (1.66) | 45.4 (1.79) | 68.2 (2.69) | 55.5 (2.19)  | 597.9 (23.54) |
| 平均降水天数（≥ 0.1 mm）       | 13.6          | 12.3          | 11.4        | 12.1        | 12.8        | 11.9        | 8.3          | 7.9         | 7.5         | 8.6         | 12.3        | 14.5         | 133.2         |
| 平均相對濕度（％）             | 83            | 77            | 70          | 65          | 67          | 67          | 63           | 62          | 68          | 74          | 80          | 83           | 71            |
| 月均日照時數                   | 70.8          | 96.0          | 143.0       | 184.0       | 227.9       | 246.3       | 299.3        | 289.6       | 225.8       | 173.5       | 96.9        | 70.2         | 2,123.3       |
| 来源：塞尔维亚共和国水文气象局 |               |               |             |             |             |             |              |             |             |             |             |              |               |

## 文化
科索沃博物館坐落於奧匈風格大樓內，前身為鄂圖曼帝國科索沃省的地方行政大樓。1945年至1975年，成為前南斯拉夫陸軍總部。1963年，才改變用途成了科索沃博物館。1999年至2002年，歐洲重建局在這裡設立辦公室。科索沃博物館藏有大量考古及民族文物包括了於1960年在普里什蒂纳出土的赤陶雕像「王座上的女神」（Goddess on the Throne）。這個女神成了這個城市的徽章。

## 交通
普里什蒂纳国际机场是该城市唯一军民合用机场。

## 外部連結
- 普里斯提納官方網站 （页面存档备份，存于） （英文）
- 普里斯提納大學 （页面存档备份，存于）
- 普里斯提納機場 （页面存档备份，存于）
- 消失的歷史：科索沃的「民族清洗」 Archive.today的存檔，存档日期2012-12-14